# Terratrèmol de Christchurch del febrer de 2011

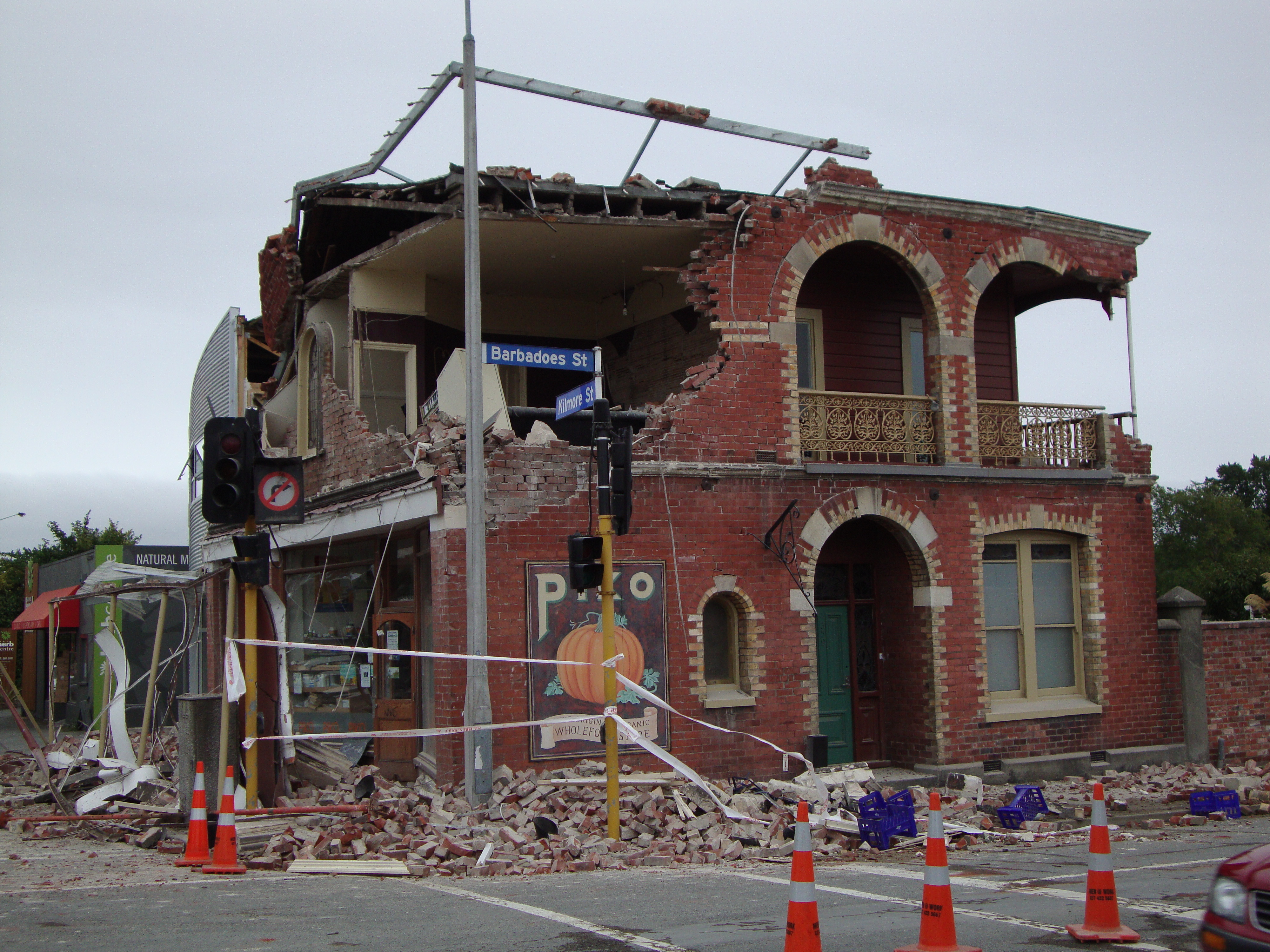
Edifici Pico

El Terratrèmol de Canterbury de 2011 va tenir una magnitud de 6,3 i va passar a la regió de Canterbury a l'illa sud de Nova Zelanda a les 12:51 hores (hora local) del 22 de febrer de 2011 (23:51 hora UTC). Es va centrar a 5 km sota la ciutat de Lyttelton, el terratrèmol va causar extensos danys i morts prop de Christchurch, la segona ciutat més poblada de Nova Zelanda. Entre els danys irreparables es trobà Lancaster Park, seu de l'equip de Super 14 Crusaders.
El dia del terratrèmol el Primer ministre de Nova Zelanda John Key va dir que els morts havien estat 65. Informes sense confirmar parlen de 200-400 morts.

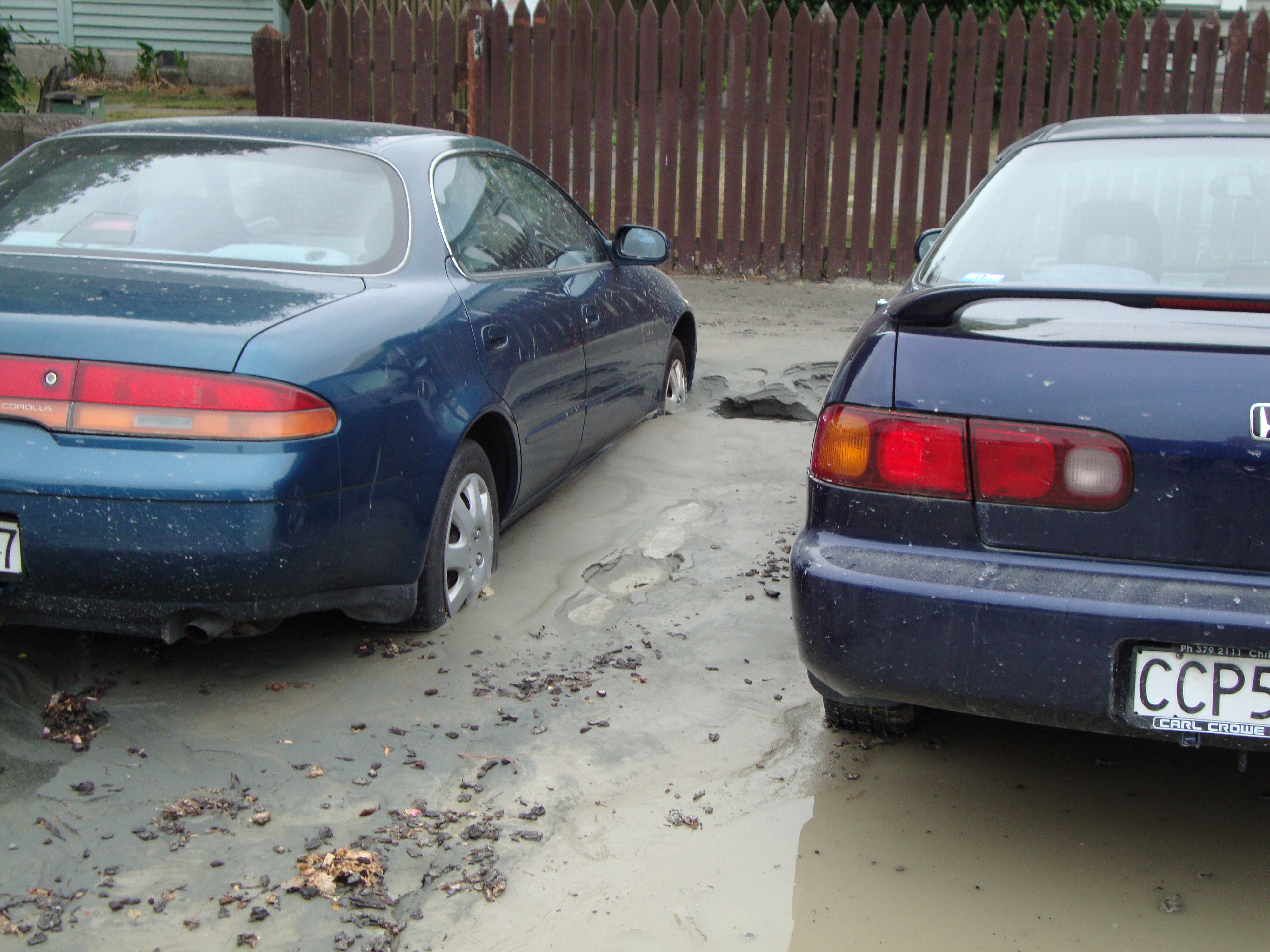
Efecte de la liqüefacció del sòl al carrer Peterborough, Christchurch.